# Prémio Prestwich
O Prémio Prestwich foi instituído no ano de 1902 por um legado do prestigiado geólogo britânico Joseph Prestwich.
Este prémio que é atribuído de quatro em quatro anos, pela Société Géologique de France (SGF), visa honrar os geólogos que se destacam nas ciências geológicas, preferencialmente com trabalhos ou estudos realizados na França.
O prémio é constituído por uma medalha com a esfinge de Ami Boué, um dos fundadores da Sociedade Geológica de França.

## Laureados[1]
- 1903 — Pierre-Marie Termier
- 1906 — Maurice Lugeon
- 1909 — Léon Carez
- 1912 — Emmanuel de Margerie
- 1915 — Léon Bertrand
- 1918 — Alexandre Bigot
- 1921 — Leriche M.
- 1924 — Dollfus G.-F.
- 1927 — Paul Bertrand
- 1930 — Jacob Ch.
- 1933 — Dalloni M.
- 1936 — Chaput E.
- 1945 — King W.B.R.
- 1948 — Menchikoff N.
- 1951 — Thoral M.
- 1954 — Merla G.
- 1954 — Trevisan L.
- 1957 — Jean Goguel
- 1960 — Furon R.
- 1963 — Corroy G.
- 1966 — Choubert G.
- 1969 — Roques M.
- 1972 — Durand Delga M.
- 1975 — Lemoine M.
- 1984 — LA Roche H. de
- 1989 — Ramsay J.
- 1991 — Khaine V.
- 1993 — Gidon M.
- 1993 — Vail P.
- 1995 — Sandulescu M.
- 1997 — Ciric B.
- 1999 — Bernoulli D.
- 2001 — Dal Piaz G.V.
- 2005 — Duplessy J.C.
- 2009 — Schulmann K.
- 2013 — Jahn B.-M